# Tryfon (patriarcha Konstantynopola)
Tryfon, gr. Τρύφων (zm. w sierpniu 933) – patriarcha Konstantynopola w latach 928–931.  

## Życiorys
Był patriarchą Konstantynopola od 14 grudnia 928 do sierpnia 931 r. Został patriarchą pod warunkiem późniejszej rezygnacji na rzecz Teofilakta Lekapena, syna cesarza Romana I. Gdy Teofilakt osiągnął wiek 16 lat, Tryfon został zmuszony udać się do klasztoru, gdzie zmarł w 933 r. Jest świętym Kościoła prawosławnego. 